# أواز (غزيك)
أواز (بالفارسية: آواز) هي مستوطنة تقع في إيران في قسم غزیك الريفي. يقدر عدد سكانها بـ 1,760 نسمة .